# Lebensbedürfnis oder Arbeit macht Spaß
Lebensbedürfnis oder Arbeit macht Spaß ist ein Kurzzeichentrickfilm von Sieglinde Hamacher von 1989, der satirisch die Sinnhaftigkeit bestimmter Lohnarbeiten hinterfragt.

## Inhalt
Ein Mann zerschlägt mit einem Hammer mit großem körperlichen Aufwand einen großen Gegenstand in viele kleine Stücke. Diese werden in Loren in ein Gebäude mit einer roten Fahne gefahren. Dort werden sie in viereckige Kästen gefüllt, in die langsam eine Flüssigkeit gegossen wird. Eine Arbeiterin am Fließband mit einem Kopftuch und fröhlich-optimistischem Gesicht setzt die Steine zu einem großen Gegenstand zusammen. Dieser wird mit einer Lore wieder zu dem Mann gefahren, der ihn dann erneut zerschlägt…

## Hintergründe
Lebensbedìrfnis oder Arbeit macht Spaß war einer von mehreren satirischen Zeichentrickfilmen von Sieglinde Hamacher über gesellschaftliche Zustände in der DDR der letzten Jahre. Er symbolisierte die fragliche Sinnhaftigkeit von einigen unzweckmäßigen Arbeitsabläufen. Sie zeichnete ihn mit Kugelschreiber auf Schreibmaschinenpapier und war dadurch weitgehend unabhängig von weiteren gestalterischen Mitarbeitern.
Der Film kam erst am 11. Mai 1990 in die Kinos als  Vorprogramm, wobei vorher eine rote und eine weiße Fahne aus den Zeichnungen entfernt worden waren.
2019 wurde er restauriert und war in zwei Werkschauen zu Sieglinde Hamacher zu sehen. Der Film hinterließ auch in dieser Zeit auf einige Zuschauer noch immer einen starken Eindruck.

„Filme wie Die Lösung (...) oder der die Sinnhaftigkeit der Lohnarbeit hinterfragende Lebensbedürfnis oder Arbeit macht Spaß sind noch heute gültige Werke, in denen sich viele Zuschauer wiederfanden und -finden.“

## Auszeichnungen
- 1990 Internationales Dokumentarfilmfestival Leipzig, Sonderpreis des Rates für gegenseitige Wirtschaftshilfe (RGW)